# Dabinett

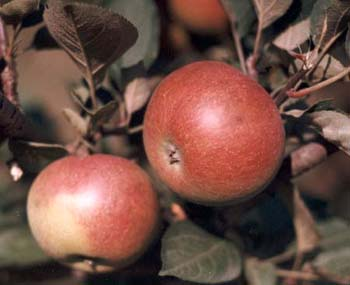

Dabinett är ett medelstort konisk äpple från Somerset. Ett av de mest populära cideräpplena. Täckfärg på mer än 2/3 av äpplet. Rost i stjälkhålan. Syrahalt 0,18%
Många rödbruna kärnor. Grönvitt kött. Skördas i november. Bra resistens mot skorv och fruktträdskräfta.